# Selvskærende skrue
En selvskærende skrue defineres som en skrue med en spids som ved berøring med et emne har en evne til at bortlede de rester som fremkommer ved nedboring. 
Skruen kræver derfor ingen forboring hvilket sparer både tid og slid på boremateriel. 
Selvskærende skruer kan tillige skrue i metalplader og fastholde sig selv selvom de kun er i indgreb med pladen i skruehullets overflade.